# フジ属
フジ属（フジぞく、学名: Wisteria）は、マメ科の属の一つ。フジ（藤）と総称するが、「フジ」は属の下位分類の種の一つである日本固有種のWisteria floribunda（ノダフジ） の和名でもあるため、属と種の混同に注意が必要である。異名に「さのかたのはな」、「むらさきぐさ」、「まつみぐさ」、「ふたきぐさ」、「まつなぐさ」などがある。なお、中国語の藤はヤシ科のトウ（籐、ラタン）に相当し、フジ属は紫藤、ノダフジは日本紫藤（あるいは多花紫藤）という。

## 形態・生態
つる性の落葉木本である。
毎年4月から5月にかけて淡紫色または白色の花を房状に垂れ下げて咲かせる。

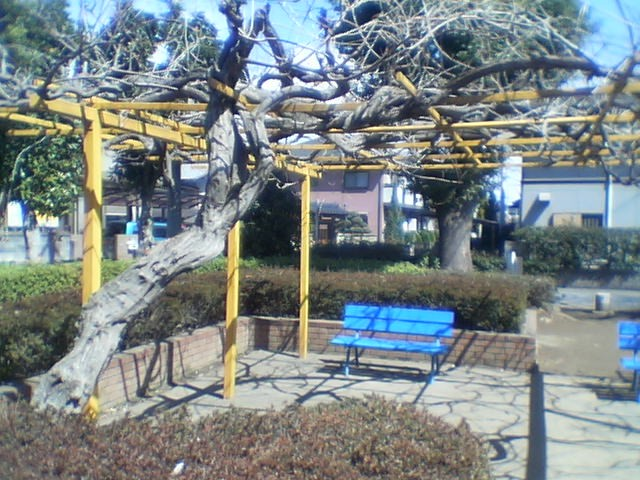
樹形（春）
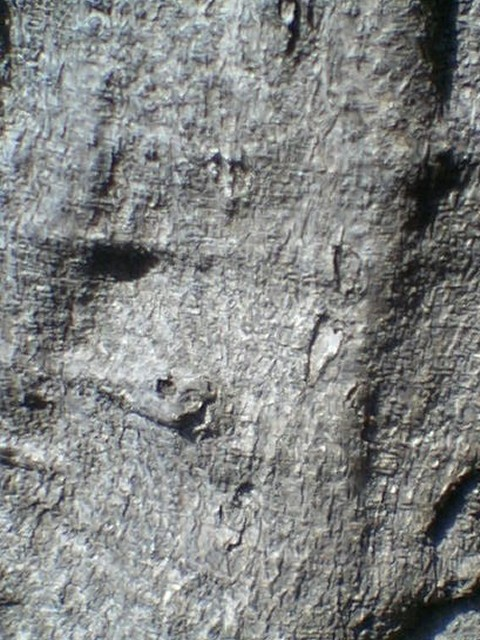
樹皮
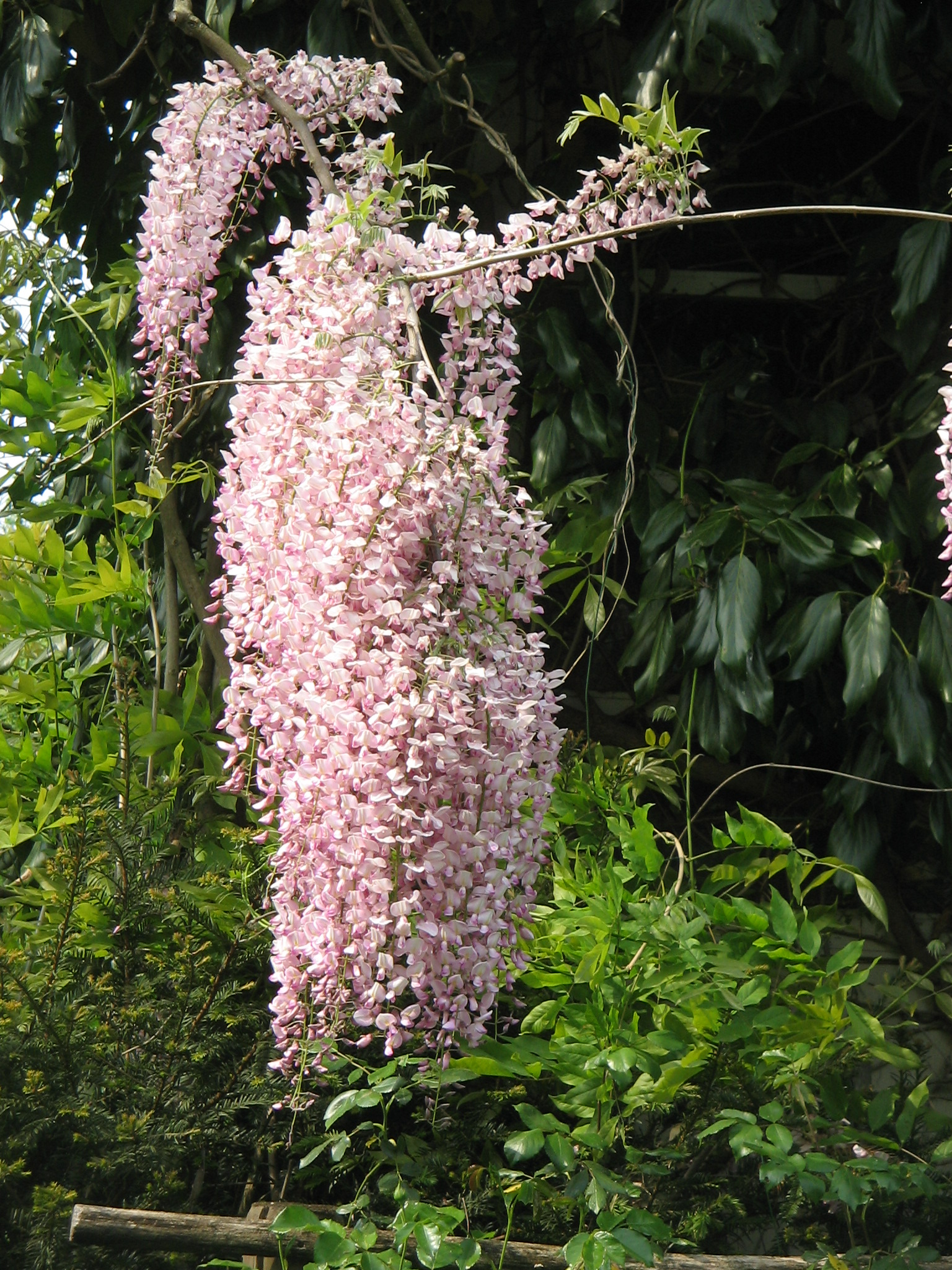
花（桃色の品種）
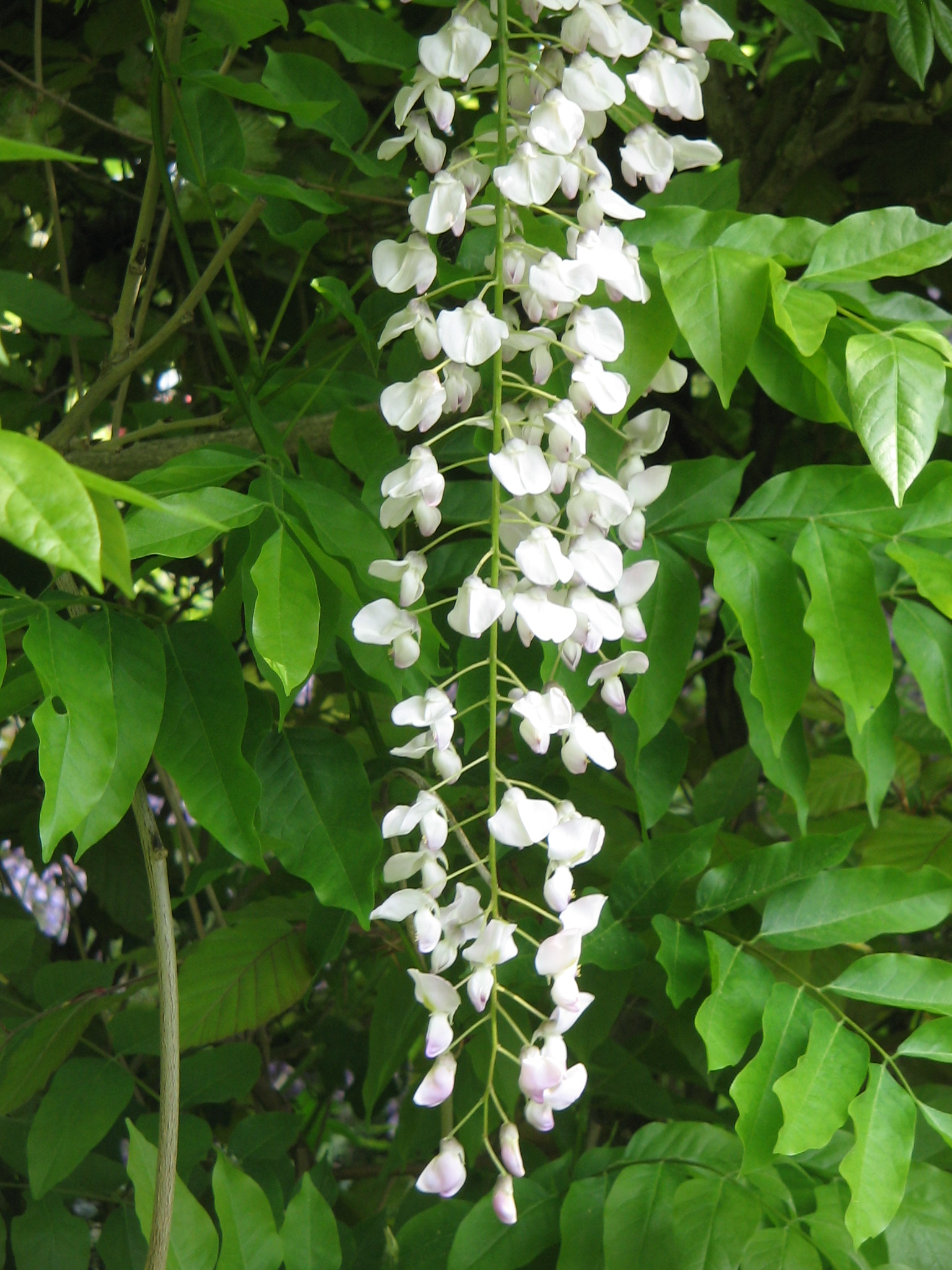
花（白花の品種）
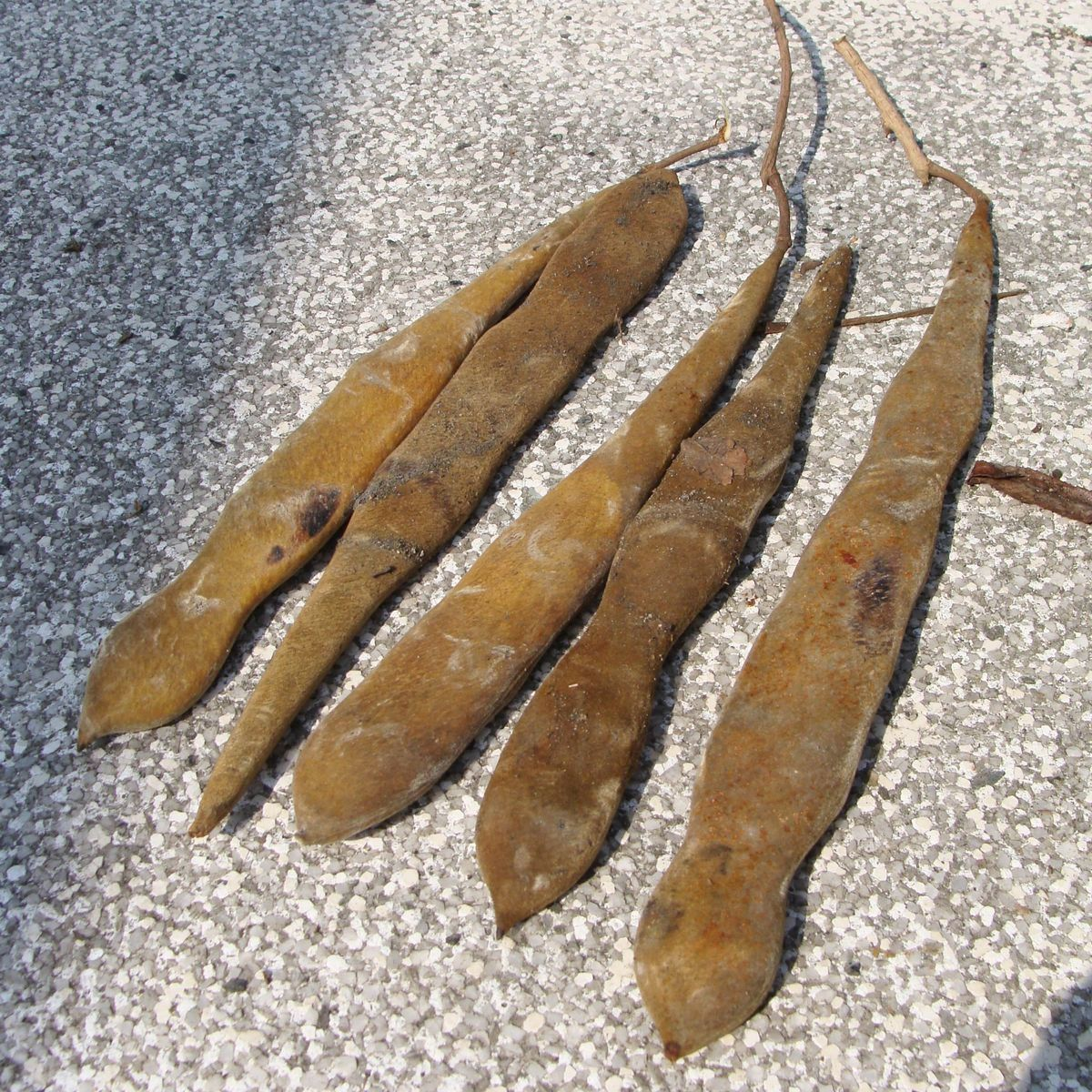
果実（さや）
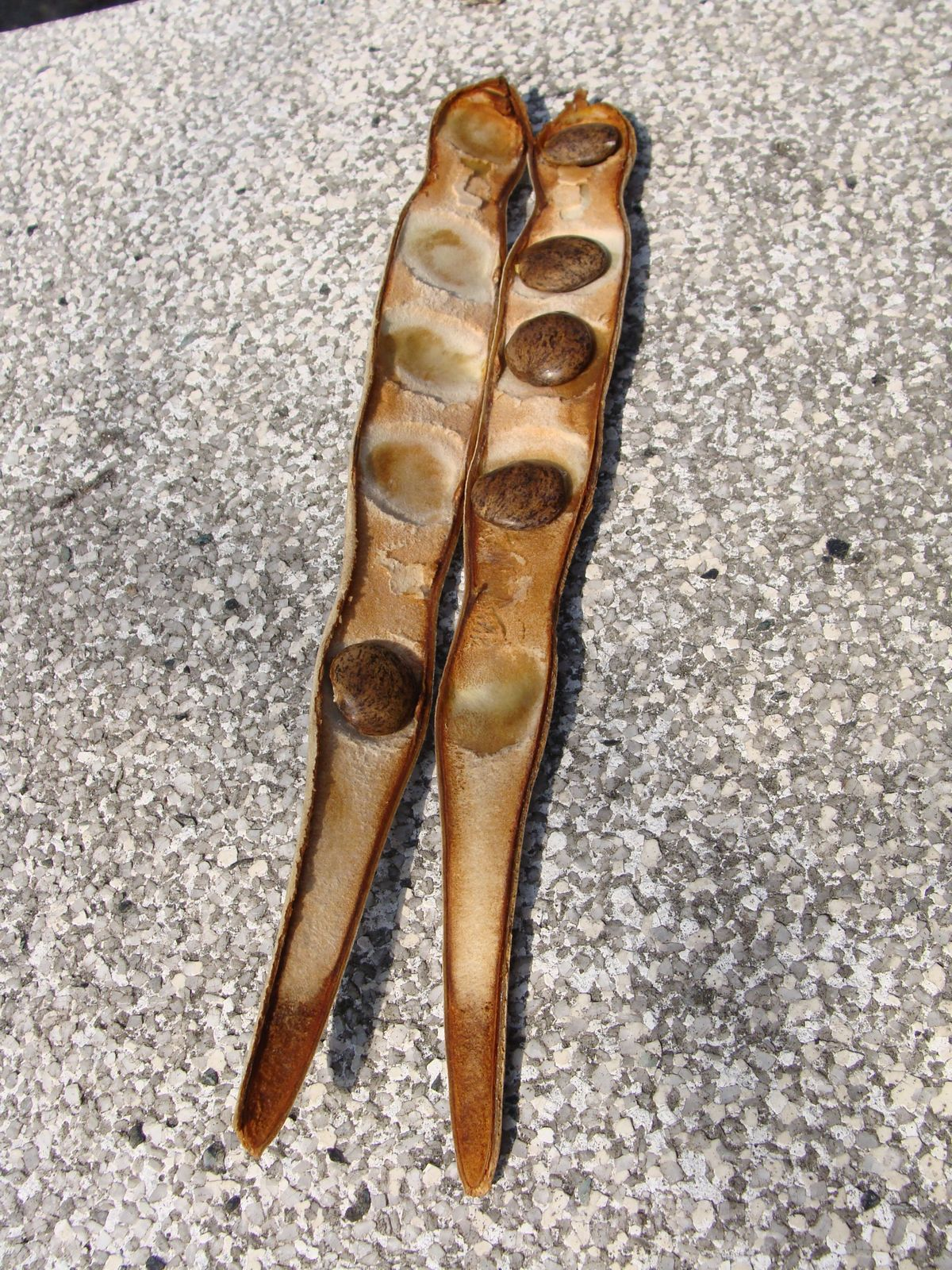
さやの中の状態
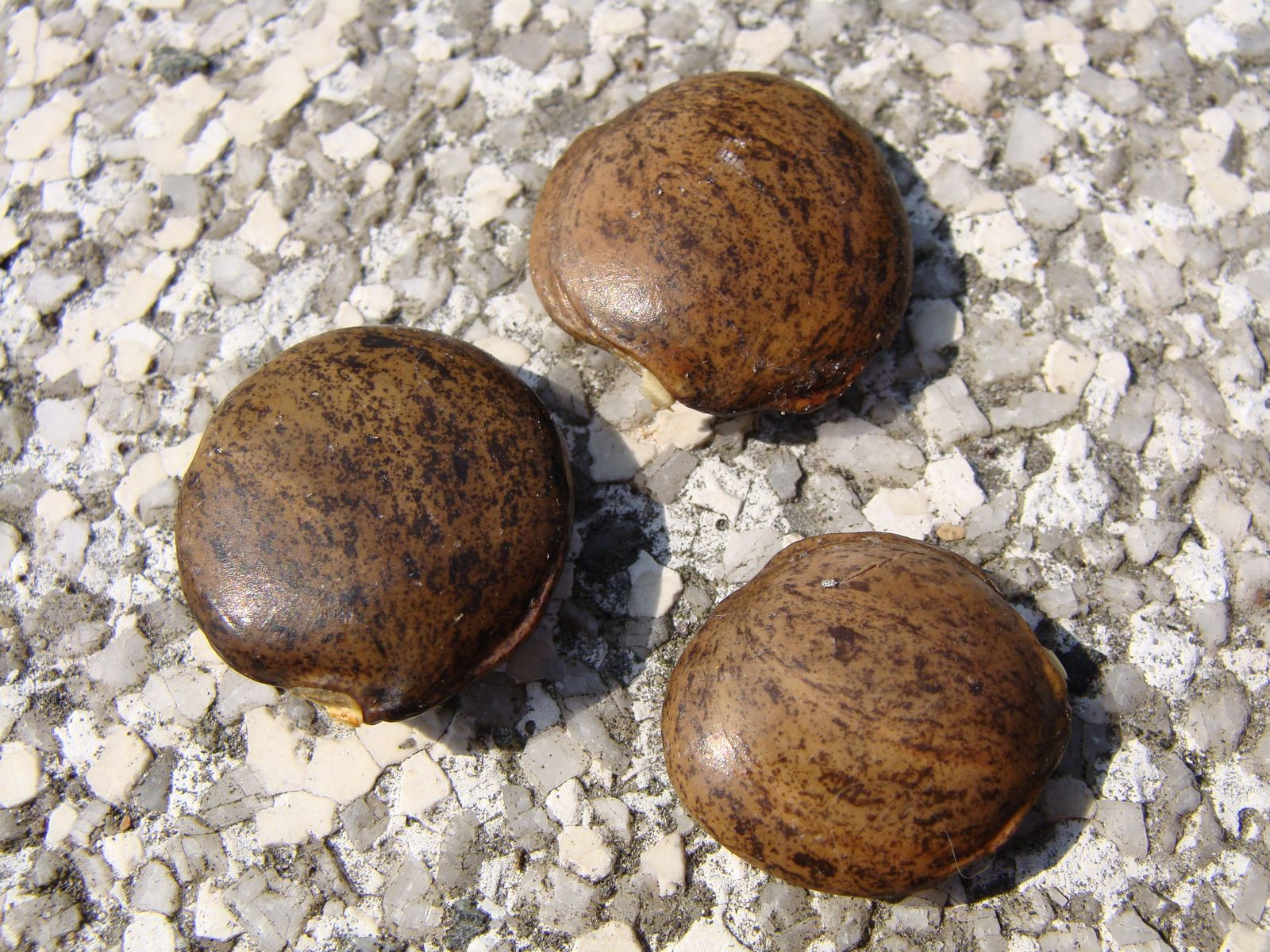
種子

## 分布
日本、東アジア、北アメリカに自生する。フジ（ノダフジ）とヤマフジの2種が日本固有種で、シナフジなどが中国固有種であり、アメリカフジが北アメリカ固有種である。アメリカには1816年に中国原産のシナフジが、1830年に日本原産のフジ（ノダフジ）が園芸目的で持ち込まれ、この2種は、その花の多さ、大輪の房、花色の豊富さ、香りのよさなどから現地のアメリカフジなどより遥かに人気を博し、その成長力から特に南東部で侵略的外来種となった。

## 下位分類
フジ属には8種前後が属する。
- ヤマフジ Wisteria brachybotrys Siebold et Zucc.（日本固有種）
  - シラフジ W. b. f. alba (Mill.) Ohwi
- Wisteria brevidentata Rehder
- フジ（ノダフジ） Wisteria floribunda (Willd.) DC.（日本固有種）
  - シロバナフジ W. f. f. alba (Carrière) Rehder et E.H.Wilson
  - アケボノフジ W. f. f. alborosea (Makino) Okuyama
- アメリカフジ Wisteria frutescens (L.) Poir.
- ナツフジ Wisteria japonica Siebold et Zucc. - W. floribunda に含めることもある。
  - アケボノナツフジ W. j. f. alborosea (Sakata) Yonek.
  - ヒメフジ W. j. f. microphylla (Makino) H.Ohashi
- Wisteria macrostachya (Torr. & Gray) Nutt. ex BL Robins. & Fern.
- シナフジ Wisteria sinensis (Sims) Sweet
- Wisteria venusta Rehder & Wils.
- Wisteria vilossa Rehder
- Wisteria × formosa

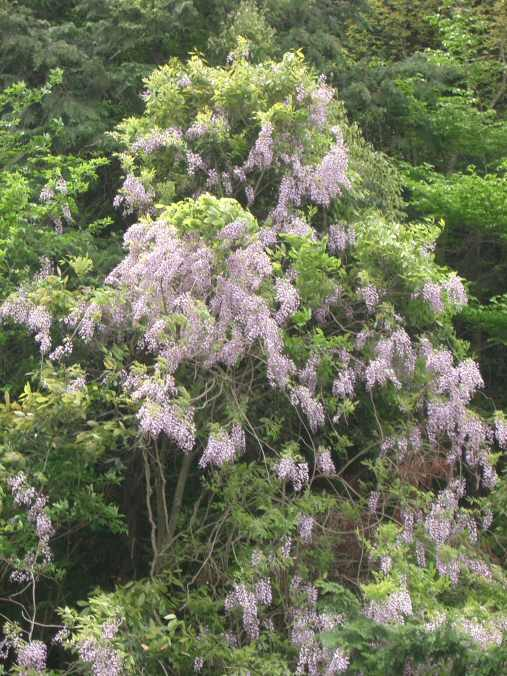
ヤマフジ（5月初旬、大阪）
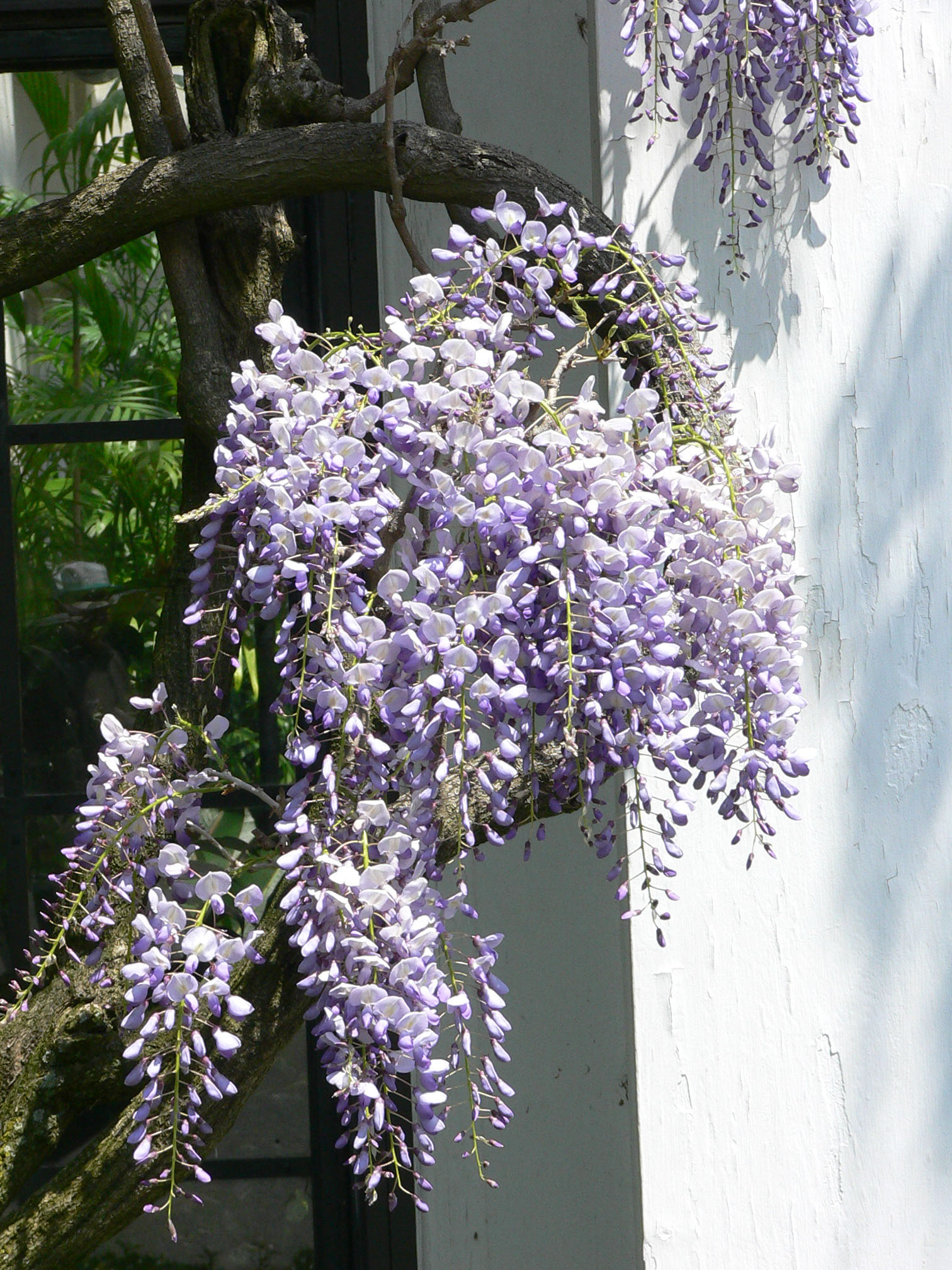
フジ（ノダフジ）
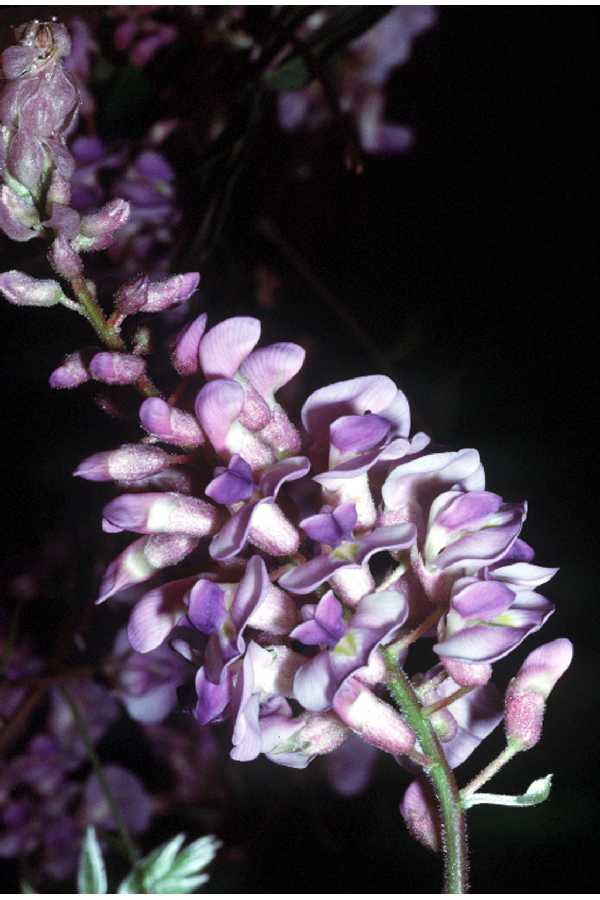
アメリカフジ
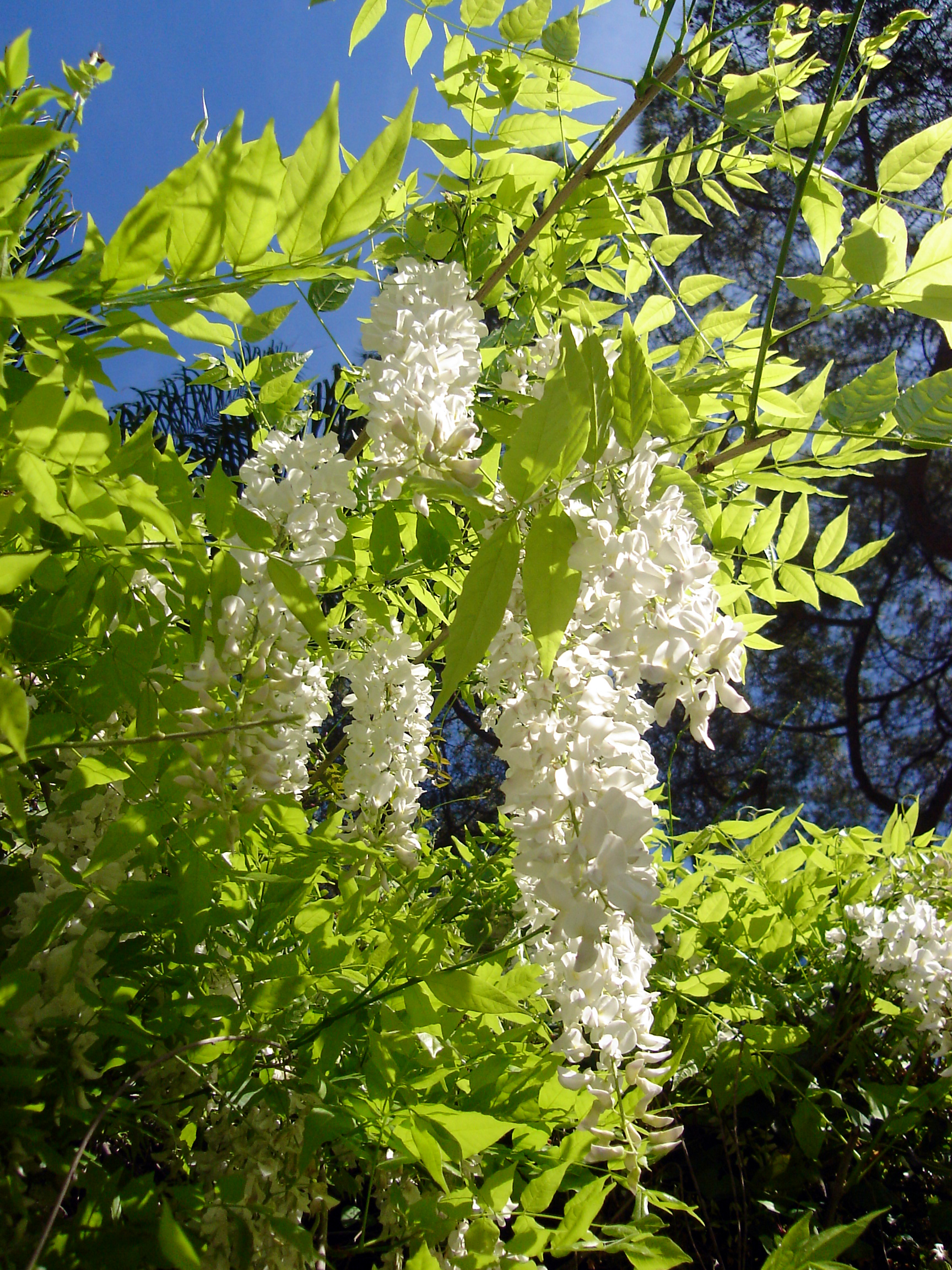
シナフジ

## フジとヤマフジ
フジ（ノダフジ）とヤマフジは日本の固有種である。フジ（ノダフジ）とヤマフジは万葉集では区別なく歌の題材となっており、日本では固有種のフジ（ノダフジ）とヤマフジの両種をフジと総称することもある。

### 利用

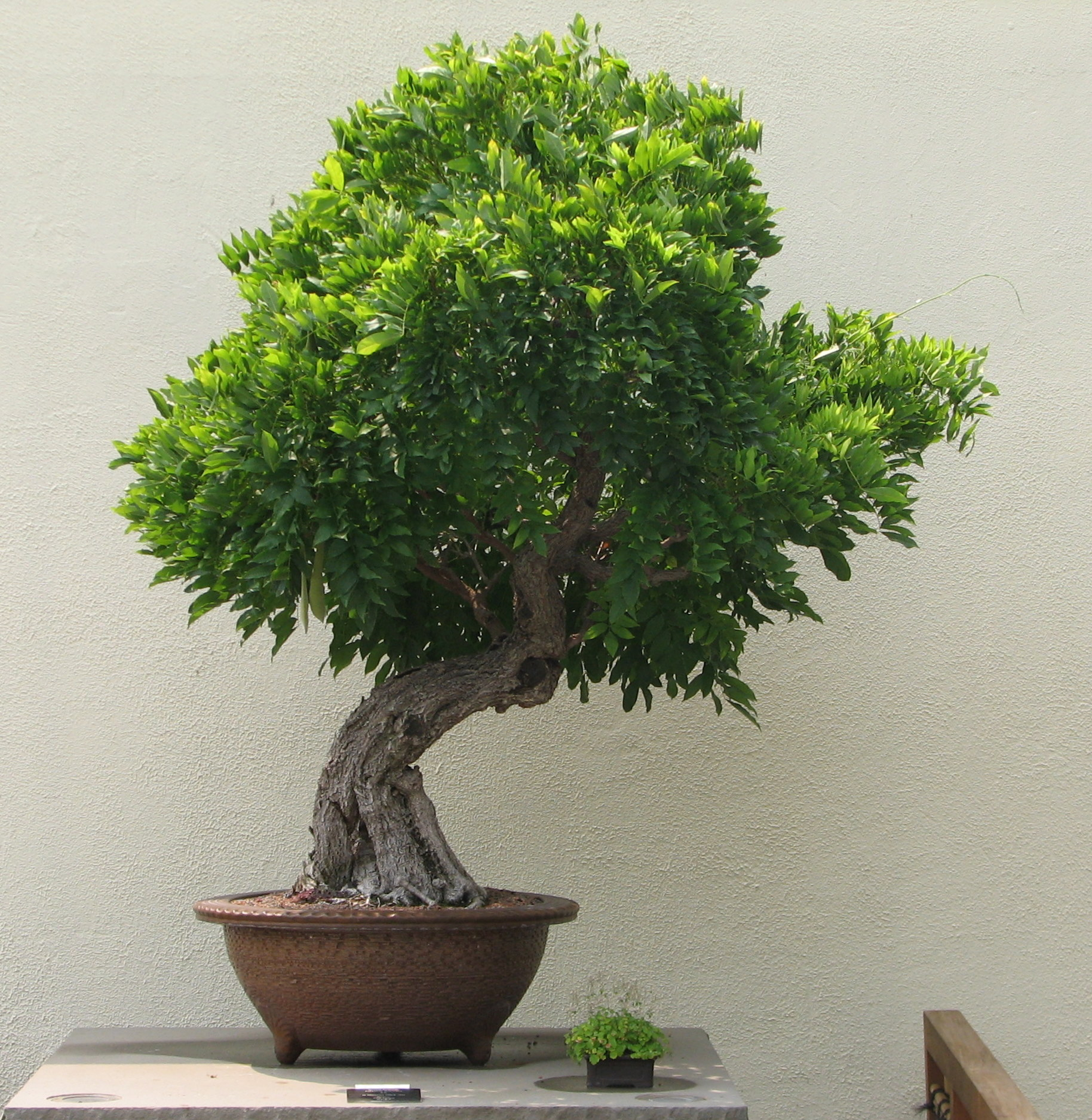
盆栽

日本では園芸植物として藤棚や盆栽に仕立てられることが多い。
山林に自生するフジは、つる性であるため、樹木に絡みついて上部を覆い光合成を妨げるほか、幹を変形させ木材の商品価値を損ねる。このため、植林地など手入れの行き届いた人工林では、フジのつるは刈り取られる。これは、逆にいえば、手入れのされていない山林で多く見られるということである。近年、日本の山林でフジの花が咲いている風景が増えてきた要因としては、木材の価格が下落したことによる管理放棄や、藤蔓を使った細工（籠）を作れる人が減少したことが挙げられる。

#### 食用・薬用
- 若芽 - ゆでて和え物や炒め物。
- 花 - 湯がいて三杯酢や天ぷら、塩漬けして「花茶」に用いる。
- 種子 - 花後に剪定すると、実がならない。入手が困難でもちもちした食感は珍味となっている。江戸時代には貴重な糖質として重宝された。

#### 蔓
- 家具（いすや籠など）
- 藤布（繊維から）
- 藤紙（茎皮の繊維から）

### 文化
日本では古来より、花の鑑賞や籠などの道具の材料などに用いられてきたため、各所でフジに因んだ名称や意匠を目にすることができる。

#### 日本人の姓
名字ランキング100番目以内に多い順から佐藤、伊藤、斎藤、加藤、後藤、近藤、藤田、遠藤、藤井、藤原、工藤、安藤、藤本の13種類の名字がランクインしている。
藤原氏を出自としてその流れを汲む十六藤（じゅうろくとう） - 佐藤、伊藤、斎藤、加藤、後藤、近藤、遠藤、工藤、安藤、内藤、須藤、武藤、進藤、新藤、神藤、春藤の名字（読みは音読みで「とう」または「どう」、人口の多い順）。多くは旧国名・役職名＋藤と言うパターンが多い（例：佐藤は「佐渡」または「佐野」の藤原の意）。この、十六藤以外にも江藤、衛藤、斉藤、首藤、権藤、尾藤などの名字も存在する。
「○藤」系は北日本・東日本、東海地方に多く分布しており、「藤○」系は西日本の近畿地方や中国地方瀬戸内海側を中心に多く分布している。ただし、徳島県と大分県では例外で、前者は佐藤・近藤、後者は佐藤・後藤・工藤が多く集中しており、大分県独特の名字に江藤・衛藤・首藤姓がある。

#### 家紋
藤紋（ふじもん）は日本の家紋の一種。ヤマフジのぶら下がって咲く花と葉を「藤の丸」として図案化したもので、元来は「下り藤」である。家紋として文献に載ったのは、15世紀ごろに書かれた『見聞諸家紋』などである。『吾妻鏡』や『太平記』には登場しないことを根拠として武家の間では14世紀後半の室町時代末期に流行したと考えられており、また江戸時代には武士における使用家が170家におよび、十大家紋の一つに数えられている。図案には、上り藤、下り藤、一つ藤巴、藤輪、利久藤、三つ追い藤、黒田藤などがある。

下がり藤
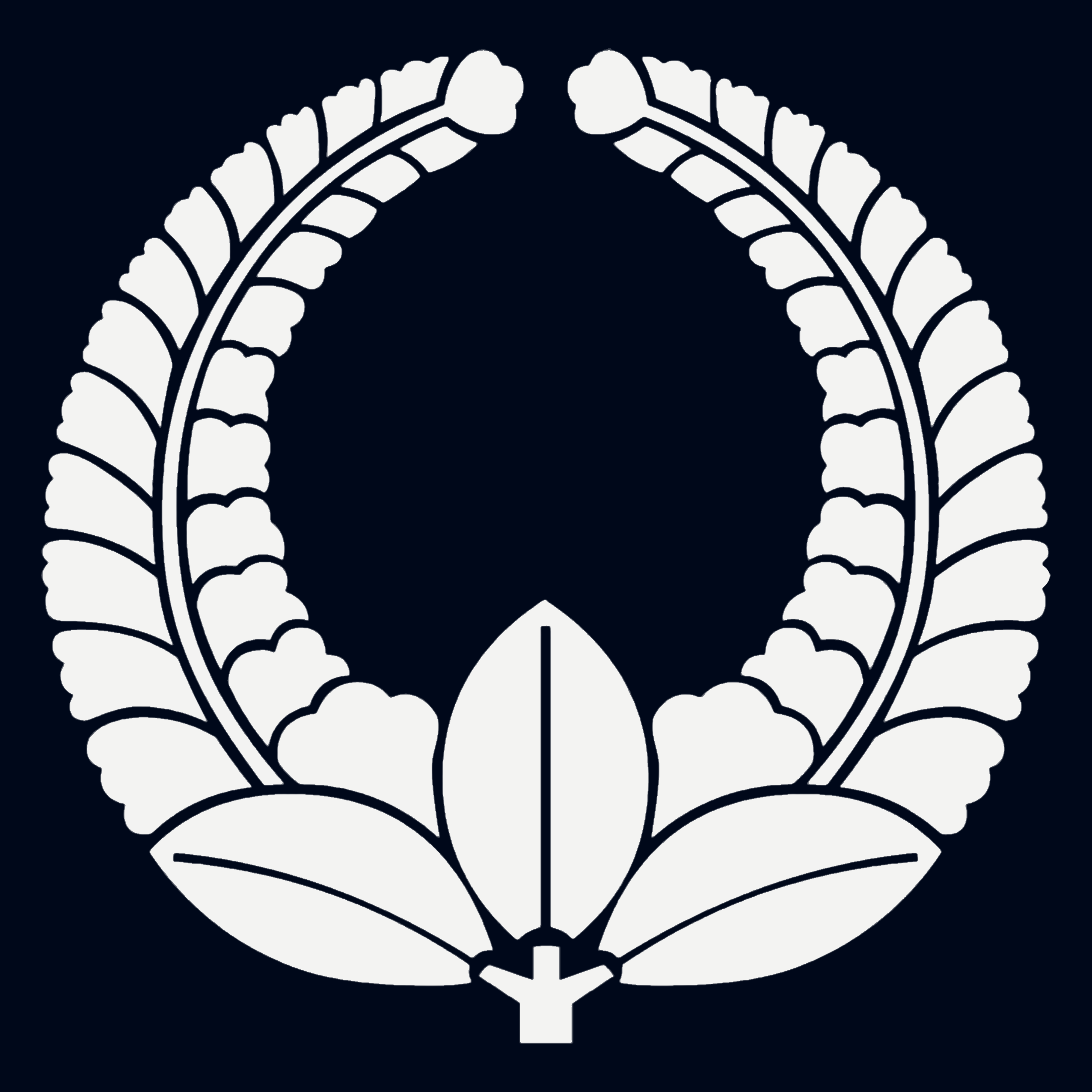
上り藤
黒田藤巴
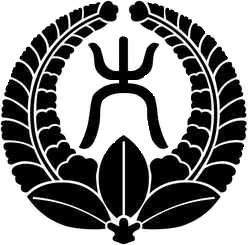
大久保藤

#### 文学・芸術
- 『古事記』
  - 藤衣（ふじごろも）
- 『万葉集』
  - 「藤浪の花は盛になりにけり ならのみやこを思ほすや君」 -  防人司佑（さきもりのつかさのすけ）大伴四綱（よつな）の歌。
- 『枕草子』
  - 木の花は - 「藤の花は、しなひ長く、色濃く咲きたる、いとめでたし」
  - あてなるもの - 「薄色に白襲の汗衫。かりのこ。削り氷にあまづら入れて 新しき金まりに入れたる。水晶の数珠。藤の花・・・」
- 『源氏物語』
  - 桐壺の巻 - 飛香舎の庭は藤壺。
  - 花宴の巻 - 光源氏は藤の宴で朧月夜の君に話しかける。
  - 明石の巻 - 明石の君を「藤の花とやいふべからん」。
  - 藤裏葉の巻 - 「藤の花」は「雲居雁」を指す。
- 俳諧
  - 「くたびれて宿かるころや藤の花」（芭蕉）
  - 「昔絵の春や辨慶藤娘」（子規）

#### 絵画・工芸

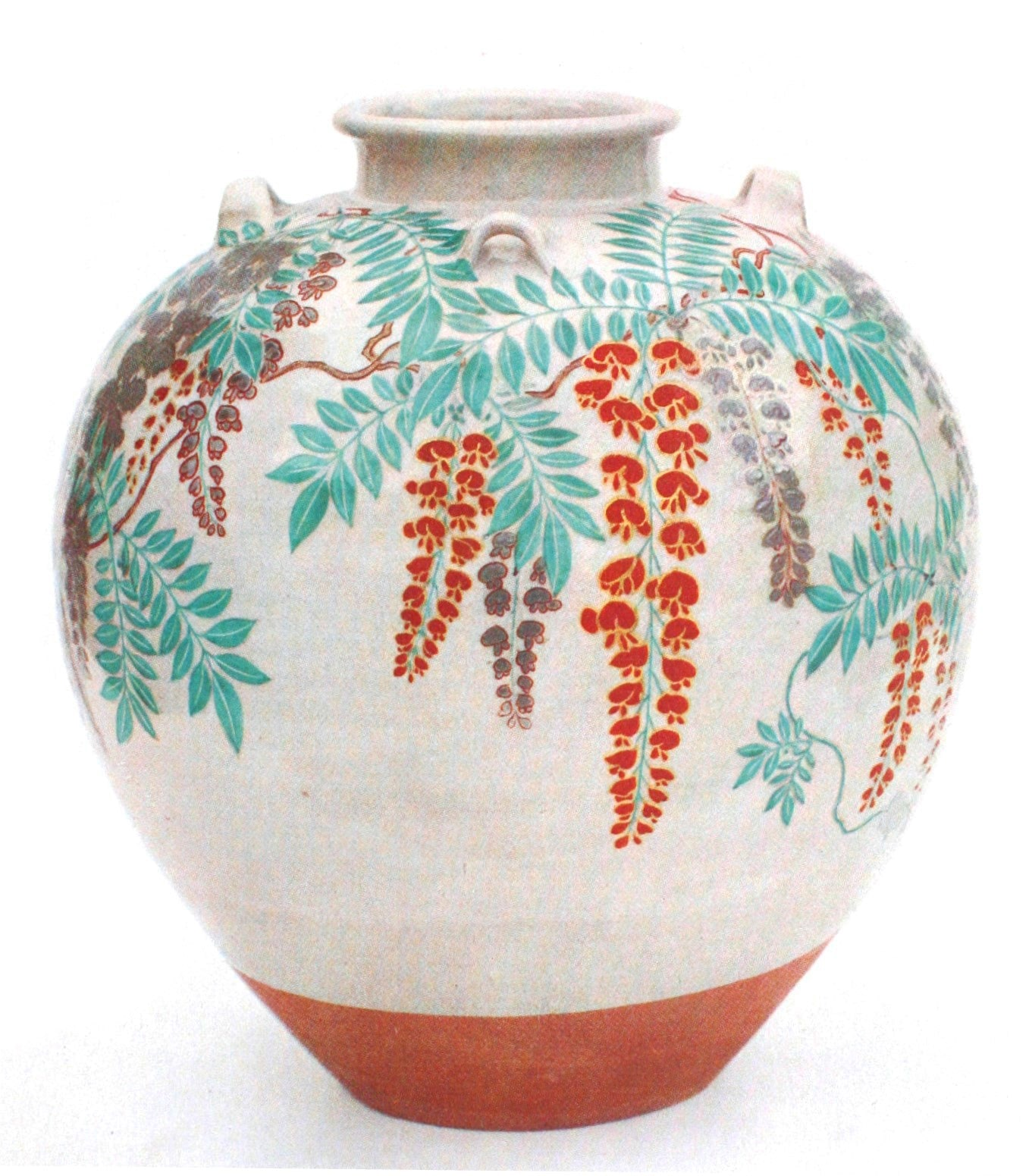
「色絵藤花文茶壺」 野々村仁清作

- 「色絵藤花文茶壺」野々村仁清作（国宝、MOA美術館蔵）
- 「藤花図屏風」円山応挙筆（重要文化財、根津美術館蔵）
- 藤娘 - 大津絵十種の画題の一つ。日本舞踊の「藤娘」では、藤娘（藤の精）がフジの花枝を持って舞う。

#### 衣装
- 藤布（ふじぬの） - 庶民用布、ござの縁布。
- 藤衣（ふじごろも） - 公家の喪服にもちいられた。
- 染色
- 襲色目 藤[9] - 淡紫から白のグラデーション。毎年3月から4月にかけての春に着用。
- 着物の文様
- 花簪（かんざし） - フジの花序をかたどったものがある[10][11]。

#### その他
- 天道花・花折節供
- 自然暦・勧農鳥の止まる木
- 朝藤夕縄

### 名木
- 国の特別天然記念物
  - 牛島のフジ（埼玉県春日部市 藤花園）[12]
- 国の天然記念物
  - 藤島の藤（岩手県二戸郡一戸町 仁昌寺）[13]

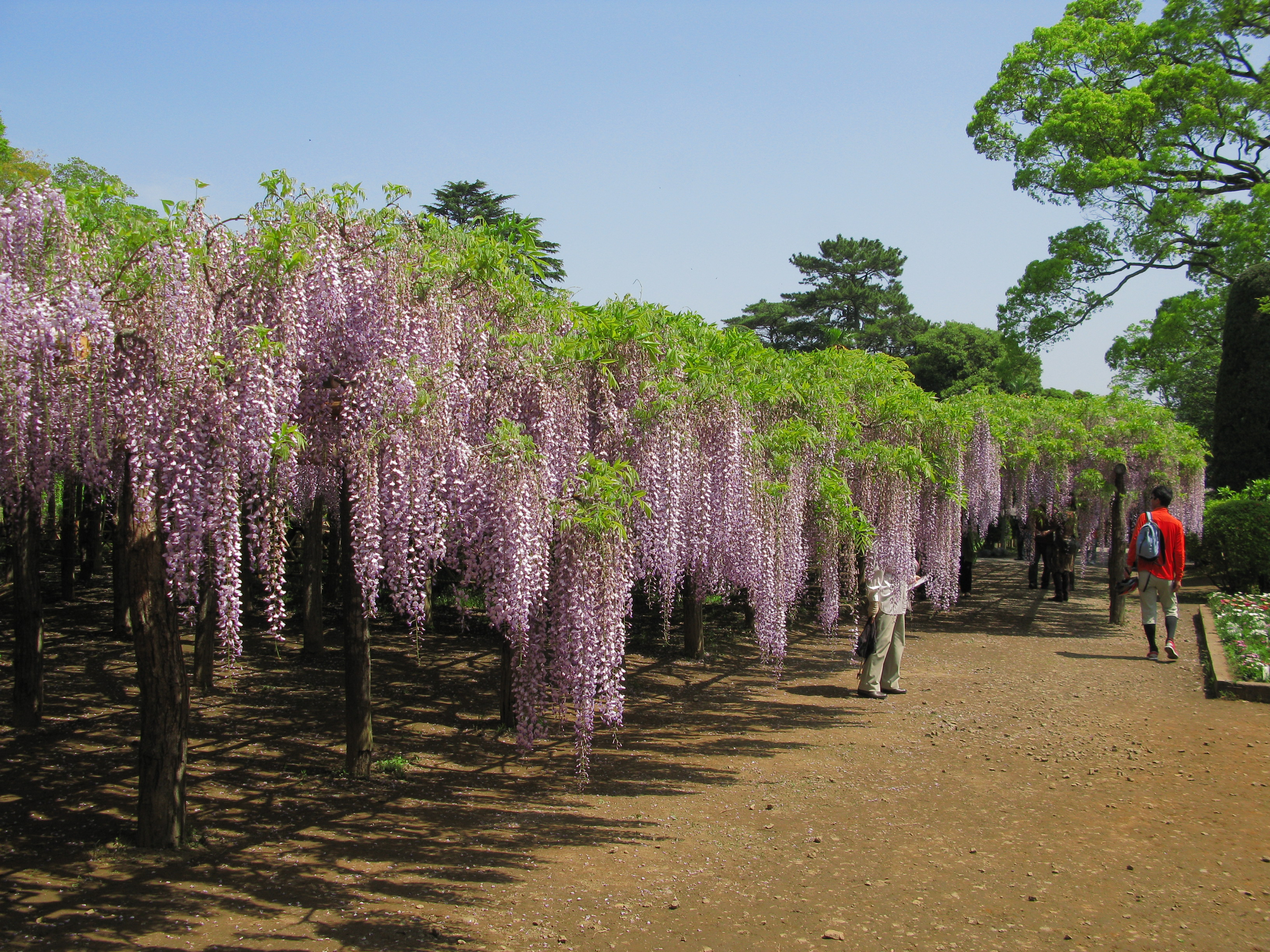
牛島のフジ

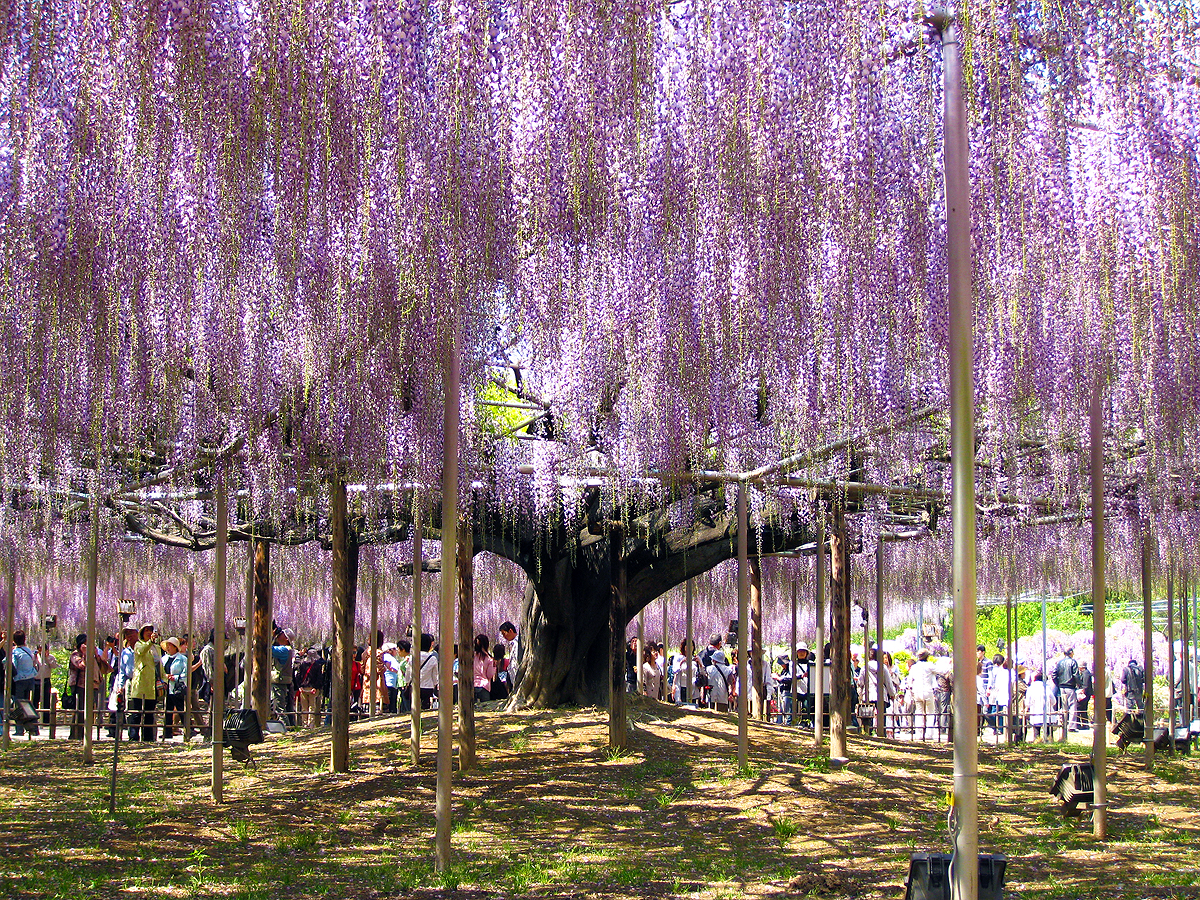
「迫間のフジ（はさまのふじ）」（栃木県足利市・あしかがフラワーパーク。）
2021年時点で樹齢160年とされ、2本の木から伸びた枝は計2,000m^{2}（1,200畳分）の日本最大の面積の藤棚に広がる

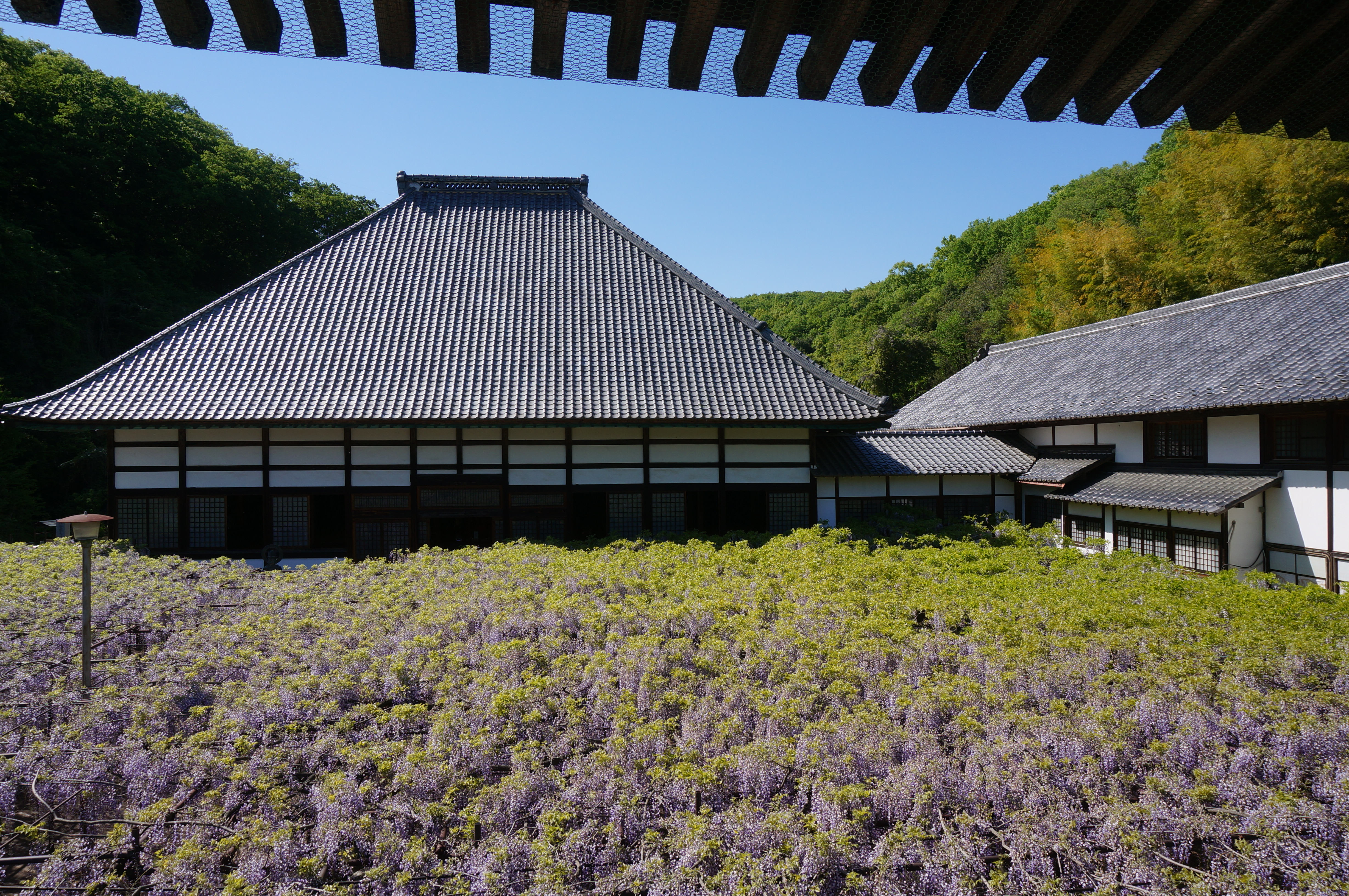
長泉寺の樹齢650年の骨波田の藤（埼玉県本庄市）

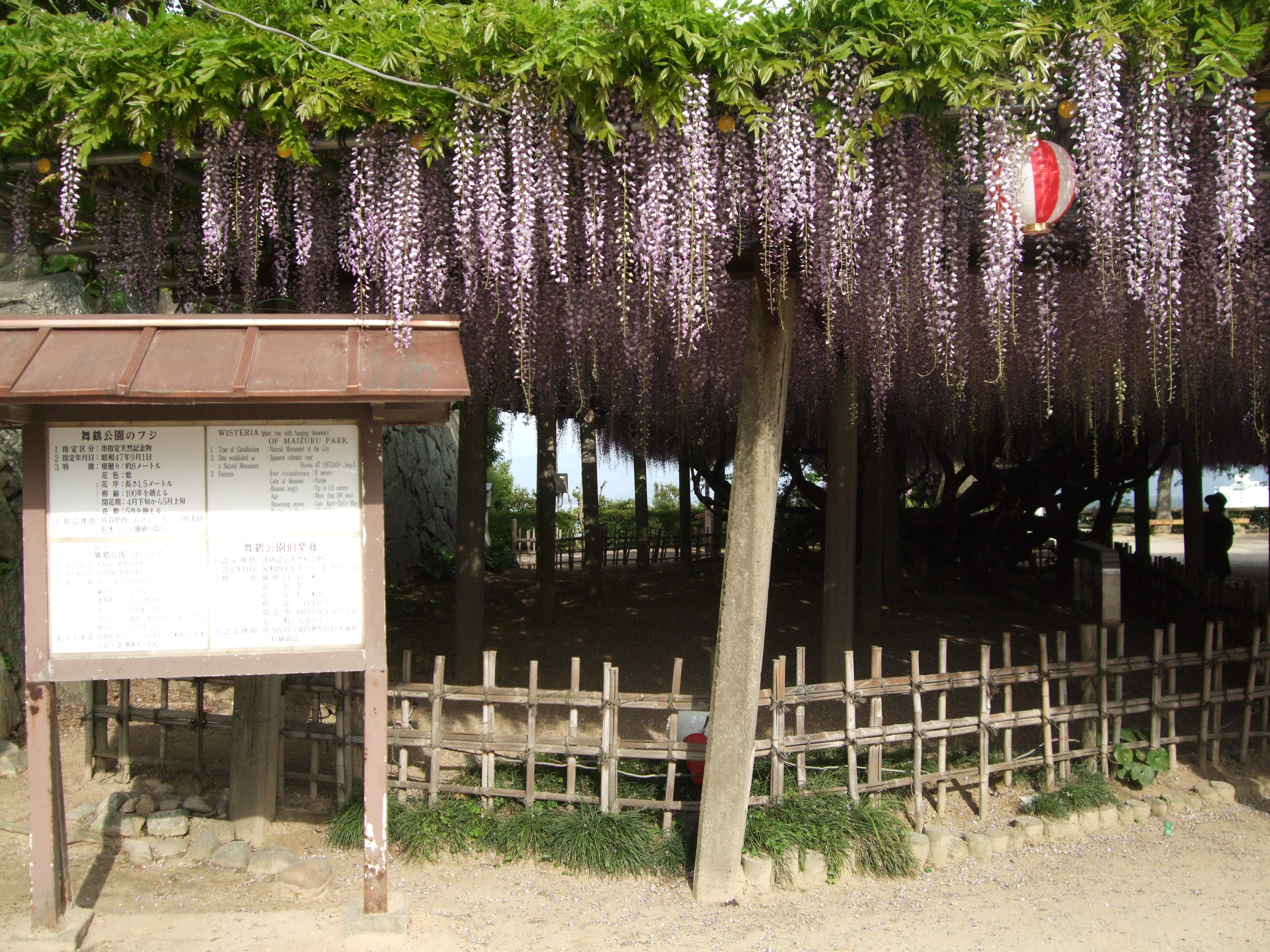
唐津城のフジ（佐賀県唐津市）

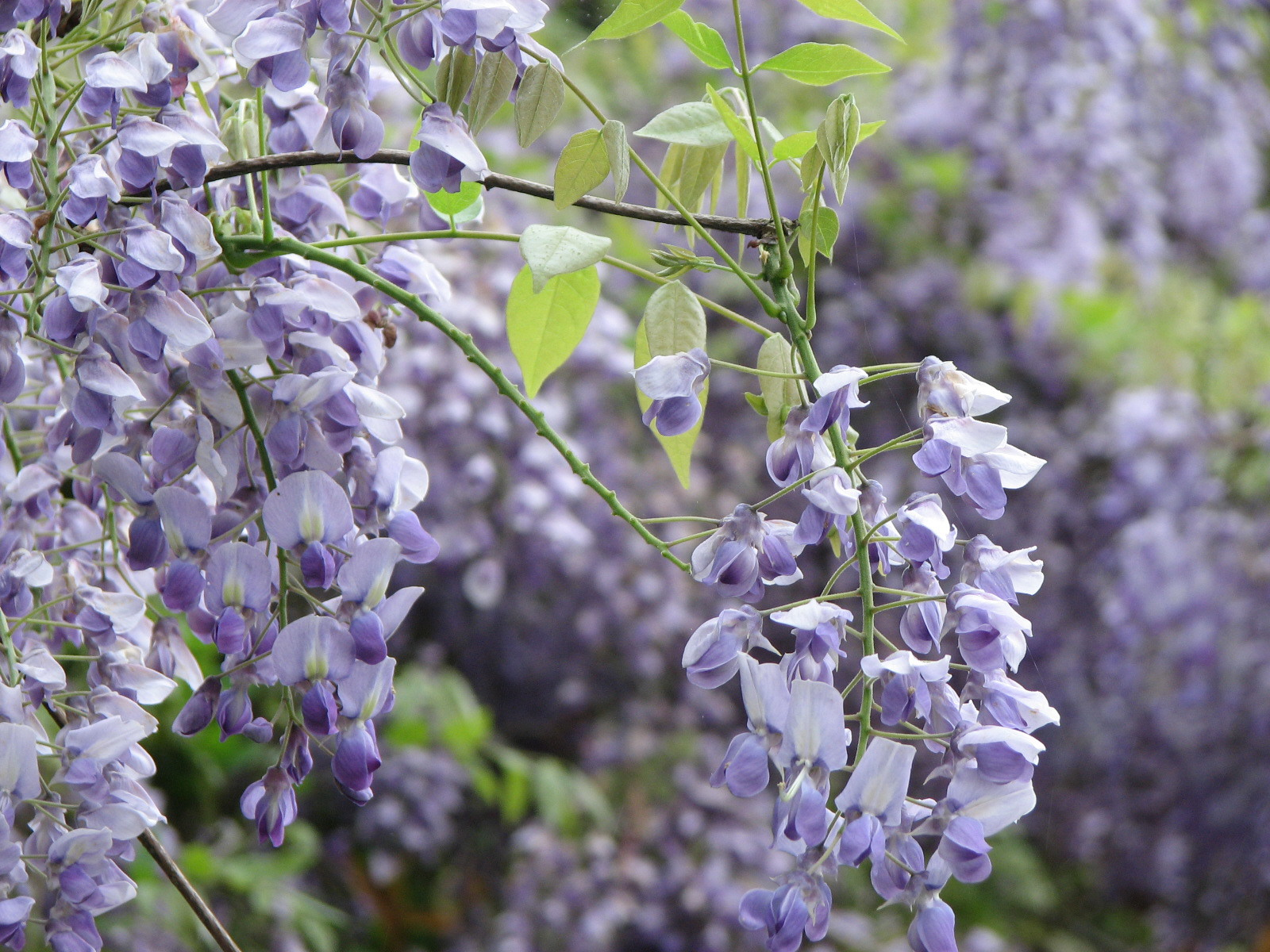
ヤマフジの大群落（千葉県成東町）

  - 熊野の長フジ（ゆや）の長藤（静岡県磐田市 行興寺境内）[14]
  - 黒木のフジ（黒木の大藤）（福岡県八女市黒木町 素盞嗚神社境内）[15]
  - 宮崎神宮のオオシラフジ（宮崎県宮崎市 宮崎神宮境内）[16]
- 都道府県の天然記念物
  - あしかがフラワーパークの大藤、大長藤、八重黒龍藤、白藤のトンネル（栃木県足利市 あしかがフラワーパーク）[17] - なかでも大藤である迫間のフジ（はさまのふじ）は樹齢約160年、2本の枝の広がりは、計2,000m2にも及ぶ。
  - 長泉寺の骨波田の藤（こつはたのふじ）（埼玉県本庄市）- 樹齢650年の藤棚。寺内にはピンクや白の藤もあり藤棚の総面積は計2,500m2にも及ぶ。
  - 玉敷神社の大藤（埼玉県加須市）- 玉敷神社に隣接する玉敷公園（玉敷神社神苑）に樹齢450年の大藤の棚がある。
  - かおり風景100選：山崎大歳神社の千年藤（兵庫県宍粟市山崎町 大歳神社境内）[18]
  - 山田日吉神社の「山田の藤」（熊本県玉名市）
  - 八王寺の大白藤 （新潟県燕市安了寺境内）
- その他名所
  - 池ノ内の藤（福島県石川郡古殿町 - 大杉に絡んだ珍しい一本藤）[19]
  - 浅草初音小路飲食店街の藤棚（東京都台東区浅草）
  - 亀戸天神社の藤（東京都江東区亀戸）[20]
  - 岡崎公園の五万石藤（愛知県岡崎市）
  - 曼陀羅寺の藤（愛知県江南市 曼陀羅寺境内）
  - 岩崎の清流亭の藤（愛知県小牧市）
  - 天王川公園の藤棚（愛知県津島市）
  - 福祉と環境を融合した花園「かざはやの里」～かっぱのふるさと～（三重県津市）[21] -伊勢温泉ゴルフクラブの中にデザインされた9種の藤棚「9画3段円柱の藤棚」「扇の藤棚」「階段の藤棚」「通路の藤棚」に1800本の藤が咲き乱れる。
  - 才ノ神の藤（京都府福知山市大江町 推定樹齢2000年）
  - 春日大社の砂ずりの藤（奈良県奈良市 春日大社境内）[22]
  - 藤公園（岡山県和気町）[23]

### 市町村の花
- 市
  - 茨城県：取手市
  - 群馬県：藤岡市
  - 埼玉県：春日部市、羽生市、富士見市
  - 神奈川県：藤沢市
  - 静岡県：藤枝市
  - 愛知県：岡崎市、津島市、江南市
  - 京都府：福知山市
  - 岡山県：倉敷市
  - 高知県：四万十市
  - 福岡県：小郡市
  - 佐賀県：唐津市
  - 宮崎県：延岡市
- 区
  - 大阪府：大阪市福島区
- 町
  - 青森県：南津軽郡藤崎町
  - 秋田県：山本郡藤里町
  - 福島県：南会津郡下郷町
  - 東京都：西多摩郡日の出町
  - 滋賀県：犬上郡甲良町
  - 徳島県：名西郡石井町
  - 福岡県：朝倉郡筑前町
  - 熊本県：上益城郡御船町
  - 宮崎県：西臼杵郡高千穂町
- 消滅した自治体
  - 岩手県：東磐井郡藤沢町
  - 宮城県：栗原郡瀬峰町
  - 山形県：東田川郡藤島町
  - 茨城県：北相馬郡藤代町
  - 栃木県：下都賀郡藤岡町
  - 埼玉県：北埼玉郡騎西町
  - 神奈川県：津久井郡藤野町
  - 石川県：石川郡河内村
  - 静岡県：磐田郡豊田町
  - 愛知県：西加茂郡藤岡町
  - 高知県：中村市
  - 福岡県：甘木市、朝倉郡三輪町、山門郡三橋町、田川郡方城町、八女郡黒木町
  - 佐賀県：藤津郡嬉野町

## フジと名のつく植物
つる性、花序が穂状、あるいは小さな花が寄り集まっているなど、形状がフジと似ているところから名づけられたものと考えられる場合が多い。
- マメ科
  - ナツフジ - 小振りのつる性落葉樹で夏に長い花穂をつける。
  - ニワフジまたはイワフジ - 小低木。
  - フジキ - フジキ属の落葉高木。
  - ノボリフジ（ハウチワマメ、ルピナス） - 耐寒性または半耐寒性の一年草または多年草。
  - フジカンゾウ
- キク科
  - フジバカマ - 秋の七草のひとつ。
- ツヅラフジ科 - ミヤコジマツヅラフジやアオツヅラフジなど。
- フジウツギ科 - フジウツギやフサフジウツギ。
- ナデシコ科
  - フジナデシコ（ハマナデシコ）
- バラ科
  - フジイバラ